# Francis Bacon (krikettjátékos)
Francis Hugh Bacon (Colombo, Ceylon, 1869. június 24. – La Manche, 1915. október 31.) angol krikettjátékos. Jobbkezes lassú dobó volt.

## Karrierje
Bacon első alkalommal Hampshire csapatában lépett pályára 1894-ben, mikor a megyei bajnokságban szereplő klubbal feljutott a legmagasabb ligába, bár ekkor nem még volt kulcsembere a sikernek. A következő szezon alkalmával bemutatkozhatott az első ligában a Somerset ellen.
Bacon 75 első osztályú mérkőzésen lépett pályára. Legsikeresebb évében, 1903-ban 57 futással, 18,78-as ütésátlaggal és 39 ponttal zárt.
1911-ben a Hampshire-el döntőt játszhatott a Lancashire ellen, az Old Traffordon, Manchesterben.

## Halála
Bacon az első világháborúban szolgált, és lelte halálát 1915. október 31-én Royal Yacht Squadron egyik gőzhajóján, amikor a hajó egy tengeri akna által elsüllyedt.

## Külső hivatkozások
- http://www.espncricinfo.com/england/content/player/8931.html